# Кодекс України з процедур банкрутства
Кодекс України з процедур банкрутства (скорочено КУзПБ) встановлює умови та порядок відновлення платоспроможності боржника-юридичної особи або визнання його банкрутом з метою задоволення вимог кредиторів, а також відновлення платоспроможності фізичної особи.

## Необхідність прийняття
Метою Кодексу є підвищення ефективності процедур банкрутства, рівня захищеності прав кредиторів, вдосконалення процедури продажу майна боржника на аукціоні, підвищення рівня виконання контрактів та судових рішень, врегулювання відносин щодо відновлення платоспроможності фізичних осіб, які опинилися в скрутній фінансовій ситуації та потребують допомоги з боку держави.
Наявне регулювання процедур банкрутства дозволяє боржникам ухилятися від виконання своїх зобов'язань перед кредиторами, процедури є надто тривалими та недостатньо ефективними, а процедура продажу майна не завжди дозволяє досягти найвищої ціни та не забезпечує надійну захищеність права власності покупця.
Згідно з дослідженням Світового банку «Ведення бізнесу 2018» («Doing Business 2018») Україна за показником «Врегулювання неплатоспроможності» залишалася на вкрай низькому 149 місці, хоча в загальному заліку займала 76 місце.

## Новації
Кодекс запроваджує такі удосконалення в процедурах банкрутства:
- ліквідувати зайві бар'єри та спростити доступ до процедур;
- збільшити можливості для санації та створити ефективні механізми позасудового врегулювання;
- виключити всі положення, що можуть розглядатися як підстава для звільнення від боргів, крім випадків, коли кредитори на це погоджуються;
- об'єднати мирову угоду та санацію в єдину процедуру;
- покращити умови участі у процедурах банкрутства забезпечених кредиторів;
- підвищити рівень захищеності прав усіх кредиторів;
- скоротити строки розгляду справ, зокрема, за рахунок зменшення кількості оскаржень;
- запровадити правила щодо контролю за продажем істотних активів; забезпечити продаж усього майна на конкурентній основі на аукціоні; вдосконалити правила оповіщення про продаж майна (через Інтернет);
- забезпечити стабільність укладених на аукціоні договорів;
- вдосконалити положення, що забезпечують збереження працюючого бізнесу тощо.

Закон вперше врегульовує відносини щодо відновлення платоспроможності фізичних осіб, які опинилися в скрутній фінансовій ситуації та потребують допомоги з боку держави. В ринковій економіці трапляються ситуації, коли особа опиняється у скрутному становищі не за її вини. Тимчасові фінансові труднощі у кожного громадянина можуть статись через втрату роботи, розлучення і необхідність забезпечення матеріальної допомоги дітям, втрату родичів чи годувальників і, нарешті, свого здоров'я. Як наслідок людина втрачає можливість продовжувати займатись своєю звичайною професійною діяльністю. Крім того, циклічний розвиток ринкової економіки передбачає як підйом виробництва, так і падіння, що іноді прямо впливає на особистий і сімейний бюджети.
Фізична особа, звільняючись від боргів, які за інших умов можуть тягнутись довго, а іноді й усе життя, повертається до активної легальної праці, покращуються сімейні відносини, людина зберігає здоров'я, а відтак трудовий потенціал, загалом повертається до активної соціальної діяльності.
Кодекс скасовує мораторій на стягнення нерухомості у позичальників, які не виконали зобов'язання по іпотечних кредитах у валюті, що діяв із грудня 2014 року.

## Етапи прийняття
Проєкт № 8060, поданий групою народних депутатів 26 лютого 2018 року, був доопрацьований з урахуванням результатів слухань у Комітеті Верховної Ради України з питань економічної політики.
20 березня 2018 року він прийнятий у першому читанні, 18 жовтня 2018 — в цілому. Підписаний Президентом України Петром Порошенком значно пізніше, 15 квітня 2019 року.
Уводиться в дію з 21 жовтня 2019 року.

## Зміст
Кодекс складається з чотирьох книг, поділених на розділи і статті. Всього у прийнятому акті 137 статей.
- Книга Перша. Загальна частина
  - Розділ I. Загальні положення
- Книга Друга. Арбітражний керуючий
  - Розділ I. Арбітражний керуючий
  - Розділ II. Саморегулівна організація арбітражних керуючих
- Книга Третя. Банкрутство юридичних осіб
  - Розділ I. Провадження у справі про банкрутство
  - Розділ II. Розпорядження майном боржника
  - Розділ III. Санація боржника
  - Розділ IV. Ліквідаційна процедура
  - Розділ V. Продаж майна в провадженні у справі про банкрутство
  - Розділ VI. Закриття провадження у справі про банкрутство
  - Розділ VII. Особливості провадження у справах про банкрутство окремих категорій боржників
  - Розділ VIII. Провадження у справах про банкрутство, пов'язаних з іноземною процедурою банкрутства
- Книга Четверта. Відновлення платоспроможності фізичної особи
  - Розділ I. Загальні положення
  - Розділ II. Відкриття провадження у справі про неплатоспроможність
  - Розділ III. Реструктуризація боргів боржника
  - Розділ IV. Визнання боржника банкрутом і введення процедури погашення боргів боржника
  - Розділ V. Наслідки закриття провадження у справі про банкрутство
  - Розділ VI. Провадження у справах про неплатоспроможність окремих категорій фізичних осіб
- Прикінцеві та перехідні положення.

## Ризики
Відзначається, що Кодекс запроваджує нечіткі критерії для відкриття провадження у справі про банкрутство юридичних осіб. Немає обмежень, які були раніше (щодо суми боргу), водночас з'являється можливість зловживань для створення «штучних проваджень». Крім того, тепер процедура банкрутства може відкриватися щодо будь-якої юридичної особи, крім банків та казенних підприємств: це можуть бути і бюджетні установи, і громадські організації, і політичні партії та інші юридичні особи. Існують також інші зауваження.